# Hisago
Hisago là một chi bọ cánh cứng trong họ 
Elateridae.
Chi này được miêu tả khoa học năm 1985 bởi Kishii.

## Các loài
Chi này có các loài:
- Hisago korobokkurus (Kishii, 1968)